# Papyrus de Moscou

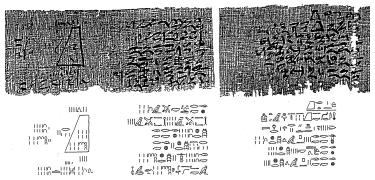
Papyrus de Moscou - 14e problème.

Le papyrus mathématique de Moscou, aussi appelé papyrus Golenichtchev d'après le nom de l'un de ses propriétaires, Vladimir Golenichtchev, est un papyrus contenant des résultats mathématiques. Avec le papyrus Rhind, c'est un des deux fameux papyrus mathématiques égyptiens. Le papyrus mathématique de Moscou est le plus ancien, tandis que le papyrus Rhind est le plus grand. Au XXIe siècle, il fait partie de la collection du musée des beaux-arts Pouchkine de Moscou.

## Contenu
D’environ 5,40 m de long et d’une largeur qui varie entre 4 et 7 cm, il comporte, selon l’étude faite en 1930 par l'orientaliste soviétique Vassili Vassilievitch Struve, 25 problèmes avec leurs solutions, dont les plus intéressants sont ceux traitant de la surface d'une demi-sphère et du volume d'une pyramide tronquée (voir géométrie dans l'Égypte antique).

## Datation
La paléographie du texte hiératique permet de le dater probablement de la XIe dynastie (vers 1850 av. J.-C.). Le papyrus de Moscou offre un exemple historique d'une étude mathématique où le système unaire a été utilisé[réf. nécessaire].